# Felicità®
Felicità® (titolo originale Happiness™) è un romanzo dello scrittore canadese Will Ferguson, pubblicato per la prima volta nel 2002. La prima edizione italiana, del gennaio 2003, fu a cura della Feltrinelli.
L'idea alla base del libro è che se qualcuno scrivesse un libro di autoaiuto davvero efficace, il mondo entrerebbe in crisi.

## Trama
Protagonista del libro è Edwin de Valu, editor della Panderic Inc., una casa editrice americana di modeste dimensioni. Un giorno estrae dalla "pigna purulenta" (cumulo di manoscritti che desiderano una pubblicazione) un libro, un manuale di autoaiuto particolarmente grande; cestina immediatamente la proposta, ma in seguito è costretto dal capo, in cerca di un best seller, a pubblicarlo. Il libro, dal titolo Quello che ho imparato sulla montagna, ottiene un successo immediato ed è così ben scritto da riuscire lentamente a liberare le persone da tutte le insoddisfazioni. In uno scenario quasi apocalittico, iniziano a crollare i settori economici basati sulle insoddisfazioni dell'umanità, come l'industria del tabacco o quella della moda. Tutta l'economia americana si sgretola mentre coloro che leggono il libro entrano in uno stato di felicità perpetua. L'incarico di salvare l'umanità, e, più in particolare, quello di salvare la collega May, spetta proprio a Edwin.

## Edizioni
- Will Ferguson, Felicità®, traduzione di Andrea Buzzi, collana I Canguri, Feltrinelli, 2003,  p. 301, ISBN 88-07-70146-4.
- Will Ferguson, Felicità® , traduzione di Andrea Buzzi, Accento edizioni, 2023, ISBN 9791281055186.